# خيثمة بن سليمان الأطرابلسي
خيثمة بن سليمان الأطرابلسي هو أبو الحسن خيثمة بن سليمان بن حيدرة بن سليمان القرشي الشامي الأطرابلسي. (ولد في 864 م - توفي في 955 م)، (250 - 343 هـ) في مدينة طرابلس. كان رحالة، ومحدث الشام في عصره، وأحد أبرز حفاظ الحديث، سمع بالشام وبغداد واليمن والكوفة وواسط ومصنف «فضائل الصحابة».